# بورلا (روسیه)
بورلا (به لاتین: Burla) یک منطقهٔ مسکونی در روسیه است که در سرزمین آلتای واقع شده‌است.